# Ти Ви и Новелас (2020)
38º Награди Ти Ви и Новелас (на испански: La XXXVIII Entrega de los Premios TVyNovelas) е церемония, която първоначално трябва да се проведе между 28 и 29 март 2020 г., но поради пандемията от коронавирус е временно отменена. Церемонията отличава най-добрите продукции на компания Телевиса между март 2019 г. и март 2020 г. Водещи на събитието са Хорхе Ван Ранкин и Мишел Гонсалес, макар че първоначално е обявен актьорът Омар Чапаро.
На 13 март 2020 г. са обявени както номинираните, така и отлагането на събитието. Номинациите са съобщени от Галилеа Монтихо и Синтия Уриас, които обявяват и първите четирима победители – теленовелите Узурпаторката, която печели за момента в три категории (Най-добър сценарий или адаптация, Най-добър оператор и Най-добър режисьор), и Да преодолееш страха – за Най-добра музикална тема. Да победиш страха е най-номинираната теленовела, с 24 номинации, надминавайки рекорда, поставен от Съпругът ми има по-голямо семейство, с 21, от изданието на церемонията през 2019 г.
Победителите на вечерта са Узурпаторката в оригиналните награди (сред тях е наградата за Най-добра теленовела) и Сърцето никога не греши в Любимците на публиката (включително наградата за Най-добър актьорски състав), и двете със 7 спечелени номинации.

## Обобщение на наградите и номинациите
| Теленовела / Сериал     | Номинации | Награди |
| ----------------------- | --------- | ------- |
| Да преодолееш страха    | 24        | 4       |
| Узурпаторката           | 21        | 7       |
| Ринго                   | 20        | 2       |
| Лекари, линия на живота | 17        | 4       |
| Самотен с дъщери        | 15        | 0       |
| Кралицата съм аз        | 14        | 0       |
| Свърталище на вълци     | 14        | 0       |
| Среща на сляпо          | 11        | 0       |
| Да обичам без закон     | 9         | 0       |
| Сърцето никога не греши | 9         | 7       |
| Силвия Пинал, пред теб  | 8         | 2       |
| Без страх от истината   | 7         | 1       |
| Избраните               | 6         | 0       |

## Победители и номинирани
Списъкът е оповестен на 13 март 2020 г. по време на специална програма, водена от Галилеа Монтихо и Синтия Уриас.

### Теленовели и драматични сериали
Първите победители са маркирани с удебелен шрифт.
| Най-добра теленовела Представено от: Клаудия Алварес, Ирина Баева, Мишел Рено, Анжелик Бойер, Хулиан Хил, Габриел Сото, Данило Карера и Себастиан Рули | Най-добър драматичен сериал Представено от: Себастиан Рули и Анжелик Бойер |
| --- | --- |
| - Узурпаторката – Кармен Армендарис - Лекари, линия на живота – Хосе Алберто Кастро - Да обичам без закон – Хосе Алберто Кастро - Ринго – Лусеро Суарес - Самотен с дъщери – Хуан Осорио - Да преодолееш страха – Роси Окампо | - Силвия Пинал, пред теб – Карла Естрада - Избраните – Андрес Сантамария за Сони Пикчърс Телевижън - Без страх от истината – Рубен Галиндо |
| Най-добра актриса в главна роля за теленовела Представено от: Хулиан Хил, Габриел Сото, Данило Карера и Себастиан Рули | Най-добра актриса в главна роля за драматичен сериал Представено от: Мишел Рено и Данило Карера |
| - Сандра Ечеверия – Узурпаторката - Мариана Торес – Ринго - Мишел Рено – Кралицата съм аз - Паулина Гото – Да преодолееш страха - София Гарса – Среща на сляпо - Ванеса Гусман – Самотен с дъщери | - Итати Канторал – Силвия Пинал, пред теб - Макарена Гарсия Ромеро – Избраните - Лихия Уриарте – Без страх от истината |
| Най-добър актьор в главна роля за теленовела Представено от: Клаудия Алварес, Ирина Баева, Мишел Рено и Анжелик Бойер | Най-добър актьор в главна роля за драматичен сериал Представено от: Клаудия Алварес и Хулиан Хил |
| - Хосе Рон – Ринго - Андрес Паласиос – Узурпаторката - Данило Карера – Да преодолееш страха - Флавио Медина – Свърталище на вълци - Габриел Сото – Самотен с дъщери - Ламбда Гарсия – Кралицата съм аз | - Алекс Переа – Без страх от истината - Карлос Феро – Избраните - Гонсало Гусман – Силвия Пинал, пред теб |
| Най-добра актриса в отрицателна роля Представено от: Мишел Рено и Данило Карера | Най-добър актьор в отрицателна роля Представено от: Габриел Сото и Ирина Баева |
| - Сандра Ечеверия – Узурпаторката - Глория Сталина – Кралицата съм аз - Лус Едит Рохас – Ринго - Никол Вале – Да преодолееш страха - Илса Понко – Пилотът - Найлеа Норвинд – Свърталище на вълци | - Родриго Мурай – Лекари, линия на живота - Диего Амосурутия – Свърталище на вълци - Емануел Паломарес – Да преодолееш страха - Хорхе Поса – Ринго - Серхио Сендел – Сърцето никога не греши |
| Най-добра първа актриса Представено от: Мишел Рено и Данило Карера | Най-добър пръв актьор Представено от: Себастиан Рули и Анжелик Бойер |
| - Арселия Рамирес – Да преодолееш страха - Асела Робинсън – Свърталище на вълци - Кета Лават – Узурпаторката - Силвия Марискал – Ринго - Виктория Руфо – Среща на сляпо | - Алберто Естрея – Да преодолееш страха - Сесар Евора – Ринго - Гилермо Гарсия Канту – Да обичам без закон - Хосе Елиас Морено – Лекари, линия на живота - Хуан Карлос Барето – Узурпаторката |
| Най-добра актриса в поддържаща роля Представено от: Габриел Сото и Ирина Баева | Най-добър актьор в поддържаща роля Представено от: Себастиан Рули и Анжелик Бойер |
| - Хаде Фрасер – Да преодолееш страха - Ана Берта Еспин – Узурпаторката - Гретел Валдес – Лекари, линия на живота - Лус Рамос – Ринго - Полет Ернандес – Свърталище на вълци | - Арап Бетке – Узурпаторката - Аксел Рико – Да преодолееш страха - Карлос де ла Мота – Лекари, линия на живота - Омар Фиеро – Среща на сляпо - Поло Морин – Кралицата съм аз |
| Най-добър оператор Представено от: Галилеа Монтихо и Синтия Уриас | Най-добър режисьор Представено от: Галилеа Монтихо и Синтия Уриас |
| - Вивиан Санчес Рос – Узурпарторката - Даниел Ферер и Алфонсо Мендоса – Среща на сляпо - Армандо Сафра и Луис Артуро Родригес – Свърталище на вълци - Бернардо Нахера и Маурисио Мансано – Лекари, линия на живота - Виктор Сото и Адриан Фрутос Маса – Ринго - Мануе Барахас, Алехандро Фрутос Маса и Диего Тенорио – Да преодолееш страха                                                                                       | - Франсиско Франко – Узурпарторката - Хуан Карлос Муньос и Родриго Куриел – Среща на сляпо - Ерик Моралес и Хуан Пабло Бланко – Свърталище на вълци - Клаудия Елиса Агилар и Хорхе Роблес – Ринго - Бенхамин Кан и Фернандо Несме – Да преодолееш страха |
| Най-добър сценарий или адаптация Представено от: Галилеа Монтихо и Синтия Уриас | Най-добра музикална тема Представено от: Галилеа Монтихо и Синтия Уриас |
| - Лариса Андраде, Фернандо Абрего, Таня Тинахеро и Сария Абреу – Узурпаторката - Андрес Бургос – Среща на сляпо - Хосе Алберто Кастро, Ванеса Варела и Фернандо Гарсилита – Да обичам без закон - Лусеро Суарес, Кармен Сепулведа, Луис Рейносо и Майкел Родригес Понхуан – Ринго - Педро Армандо Родригес, Клаудия Веласко, Умберто Роблес, Алехандра Ромеро Меса, Херардо Перес Серменьо и Густаво Брако – Да преодолееш страха | - „Rompe“ (Изпълнител: Паулина Гото. Автори: Паулина Гомес Торес, Пабло Дасан и Марсела де ла Гарса) – Да преодолееш страха - „Así como soy“ (Изпълнител: Амелия. Автори: София Гарса и Вивиана Барера) – Среща на сляпо - „Cuna de lobos (инструментал)“ (Автор: Педро Пласенсия Салинас) – Свърталище на вълци - „Depredador“ (Изпълнител: Хело Аранго. Автори: Николас Урибе, Давид Ариас и Себастиан Луенгас) – Кралицата съм аз - „Tú conmigo“ (Изпълнител: Яир. Автор: Хорхе Домингес) – Ринго |

### Комедийни сериали
| Най-добрър комедиен сериал Представено от: Себастиан Рули и Анжелик Бойер | Най-добра актриса в комедия Представено от: Габриел Сото и Ирина Баева                                                                                    |
| --- | --- |
| - Nosotros los guapos – Гилермо дел Боске - La Parodia – Рейналдо Лопес - Simón dice – Педро Ортис де Пиедо - Una familia de diez – Педро Ортис де Пинедо - Vecinos – Елиас Солорио   | - Макария – Vecinos - Барбара Торес – Lorenza, bebé a bordo - Майрин Вилянуева – Vecinos - Рехина Бландон – Renta congelada - Екатерина Киев – La Parodia |
| Най-добър актьор в комедия Представено от: Клаудия Алварес и Хулиан Хил | |
| - Ариел Мирамонтес – Nosotros los guapos - Адриан Урибе – Nosotros los guapos - Кристиан Аумада – La Parodia - Едуардо Еспаня – Vecinos - Хорхе Ортис де Пинедо – Una familia de diez | |

### Развлекателни програми
| Най-добро развлекателно предаване Представено от: Клаудия Алварес и Хулиан Хил                                                                                            | Най-добро платено предаване Представено от: Мишел Рено и Данило Карера |
| --- | --- |
| - Розата на Гуадалупе – Мигел Анхел Ерос - Como dice el dicho – Хеновева Мартинес - Тази история ми звучи – Хеновева Мартинес                                             | - Netas divinas – Мигел Анхел Фокс - Con permiso – Йорди Росадо - Consecuencias – Ракел Роча - Miembros al aire – Едуардо Суарес - Terapia de shock – Ракел Роча                  |
| Най-добро предаване за конкурс Представено от: Клаудия Алварес и Хулиан Хил                                                                                               | Най-добро забавно предаване Представено от: Габриел Сото и Ирина Баева |
| - ¿Quién es la máscara? – Мигел Анхел Фокс - 100 Mexicanos Dijieron – Гилермо дел Боске - Inseparables: amor al límite – Пабло Каласо - Pequeños gigantes – Рубен Галиндо | - Me caigo de risa – Едуардо Суарес - ¡Cuéntamelo ya! – Нино Канун - Hoy – Магда Родригес - Más Noche – Исраел Хайтович                                                           |
| Най-добра водеща Представено от: Мишел Рено и Данило Карера | Най-добър водещ Представено от: Мишел Рено и Данило Карера |
| - Галилеа Монтихо – Pequeños gigantes - Андреа Легарета – Hoy - Синтия Уриас – ¡Cuéntamelo ya! - Одалис Рамирес – ¡Cuéntamelo ya! - Роксана Кастеянос – ¡Cuéntamelo ya!   | - Файси – Me caigo de risa - Адриан Урибе – 100 Mexicanos Dijieron - Диего де Ерис – Inseparables: amor al límite - Омар Чапаро – ¿Quién es la máscara? - Раул Араиса Ерера – Hoy |

### Любимци на публиката
„Любимците на публиката“ съдържа категории, които публиката избира чрез официалния сайт на наградите. Тази награда се възобновява след 4 години, като последно е излъчена в изданието през 2016 г.
| Най-възхитителна целувка Представено от: Ерика Буенфил и Алексис Аяла | Плесница на годината Представено от: Ерика Буенфил и Алексис Аяла |
| --- | --- |
| - Емилио Осорио и Хоакин Бондони – Сърцето никога не греши - Диего Амосурутия и Хосе Пабло Минор – Свърталище на вълци - Раул Араиса Ерера и Хорхе Ван Ранкин – Hoy - Първата целувка вежду Силвита и Луис (Майрин Валянуева и Дарио Рипол) – Vecinos | - Серхио Сендел и Лаура Флорес – Сърцето никога не греши - Гонсало Гусман и Итати Канторал – Силвия Пинал, пред теб - Лаура Вигнати и Ирина Баева – Самотен с дъщери - Паулина и Паола (Сандра Ечеверия) – Узурпаторката |
| Най-красива злодейка Представено от: Ерика Буенфил и Алексис Аяла | Най-красив злодей Представено от: Ерика Буенфил и Алексис Аяла |
| - Гретел Валдес – Лекари, линия на живота - Лус Едит Рохас – Ринго - Никол Вале – Да преодолееш страха - Ирина Баева – Самотен с дъщери | - Серхио Сендел – Сърцето никога не греши - Хулиан Хил – Да обичам без закон - Ламбда Гарсия – Кралицата съм аз - Хуан Видал – Самотен с дъщери - Арап Бетке – Узурпаторката |
| Най-красив Представено от: Ерика Буенфил и Алексис Аяла | Най-красива Представено от: Ерика Буенфил и Алексис Аяла |
| - Даниел Аренас – Лекари, линия на живота - Хосе Рон – Ринго - Давид Сепеда – Да обичам без закон - Андрес Паласиос – Узурпаторката - Габриел Сото – Самотен с дъщери - Ламбда Гарсия – Кралицата съм аз - Данило Карера – Да преодолееш страха - Емануел Паломарес – Да преодолееш страха - Карлос Феро – Избраните - Арат де ла Торе – Simón dice - Аксел Рико – Да преодолееш страха - Флавио Медина – Свърталище на вълци - Поло Морин – Кралицата съм аз, línea de vida]] - Файси – Me caigo de risa - Омар Чапаро – ¿Quién es la máscara? - Алекс Переа – Без страх от истината - Пабло Монтеро – Самотен с дъщери             | - Але Мюлер – Сърцето никога не греши - Сандра Ечеверия – Узурпаторката - Ирина Баева – Самотен с дъщери - Лаура Вигнати – Самотен с дъщери - Мишел Ренауд – Кралицата съм аз - Ливия Брито – Лекари, линия на живота - Паулина Гото – Да преодолееш страха - София Гарса – Среща на сляпо - Лус Едит Рохас – Ринго - Хаде Фрасер – Да преодолееш страха - Лихия Уриарте – Без страх от истината] - Гретел Валдес – Лекари, линия на живота - Галилеа Монтихо – Hoy - Синтия Уриас – ¡Cuéntamelo ya! - Андреа Легарета – Hoy - Андреа Ескалона – Hoy - Итати Канторал – Силвия Пинал, пред теб - Марисол Гонсалес – Hoy |
| Любима двойка Представено от: Ерика Буенфил и Алексис Аяла | Най-красива усмивка Представено от: Ерика Буенфил |
| - Емилио Осорио и Хоакин Бондони – Сърцето никога не греши - Диего Амосурутия и Хосе Пабло Минор – Свърталище на вълци - Паулина Гото и Данило Карера – Да преодолееш страха - Паулина Гото и Емануел Паломарес – Да преодолееш страха - Ливия Брито и Даниел Аренас – Лекари, линия на живота - Ванеса Гусман и Габриел Сото – Самотен с дъщери - Сандра Ечеверия и Андрес Паласиос – Узурпаторката - Лаура Вигнати и Пабло Монтеро – Самотен с дъщери | - Ливия Брито – Лекари, линия на живота - Ламбда Гарсия – Кралицата съм аз - Поло Морин – Кралицата съм аз - Сандра Ечеверия – Узурпаторката - Мишел Ренауд – Кралицата съм аз - Андрес Паласиос – Узурпаторката - Данило Карера – Да преодолееш страха - Синтия Уриас – ¡Cuéntamelo ya! - Галилеа Монтихо – Hoy - Хосе Рон – Ринго - Файси – Me caigo de risa - Омар Чапаро – ¿Quién es la máscara? - Рикарод Маргалев – Me caigo de risa - Итати Канторал – Силвия Пинал, пред теб - Габриел Сото – Самотен с дъщери |
| Най-красив възрастен Представено от: Ерика Буенфил и Алексис Аяла | Звезда инфлуенсър Представено от: Алексис Аяла |
| - Сесар Евора – Ринго - Хосе Елиас Морено – Лекари, линия на живота - Гилермо Гарсия Канту – Да обичам без закон - Хуан Карлос Барето – Узурпаторката - Родриго Мурай – Лекари, линия на живота - Серхио Сендел – Сърцето никога не греши - Раул Араиса Ерера – Hoy | - Паулина Гото - Хоакин Бондони - Емилио Осорио - Але Мюлер - Данило Карера - Мишел Ренауд - Виктория Руфо - Лаура Вигнати - Андрес Паласиос - Омар Чапаро - Файсе - Галилеа Монтихо - Хосе Рон - Хаде Фрасер - Поло Морин |
| Най-добър финал Представено от: Ерика Буенфил и Алексис Аяла | Най-добър екип Представено от: Себастиан Рули и Анжелик Бойер |
| - Сърцето никога не греши – Хуан Осорио - Ринго – Лусеро Суарес - Узурпаторката – Кармен Армендарис - Самотен с дъщери – Хуан Осорио - Среща на сляпо – Педро Ортис де Пинедо - Лекари, линия на живота – Хосе Алберто Кастро - Кралицата съм аз – Аролд Санчес за Сони Пикчърс Телевижън - Да обичам без закон – Хосе Алберто Кастро - Да преодолееш страха – Роси Окампо - Свърталище на вълци – Жисел Гонсалес - Без страх от истината – Рубен Галиндо - Избраните – Андрес Сантамария за Сони Пикчърс Телевижън - Силвия Пинал, пред теб – Карла Естрада - Una familia de diez – Педро Ортис де Пинедо - Vecinos – Елиас Солорио | - Сърцето никога не греши – Хуан Осорио - Лекари, линия на живота – Хосе Алберто Кастро - Да обичам без закон – Хосе Алберто Кастро - Самотен с дъщери – Хуан Осорио - Да преодолееш страха – Роси Окампо - Узурпаторката – Кармен Армендарис - Ринго – Лусеро Суарес - Среща на сляпо – Педро Ортис де Пинедо - Свърталище на вълци – Жисел Гонсалес - Кралицата съм аз – Аролд Санчес за Сони Пикчърс Телевижън - Силвия Пинал, пред теб – Карла Естрада - Без страх от истината – Рубен Галиндо - Избраните – Андрес Сантамария за Сони Пикчърс Телевижън - Hoy – Магда Родригес - ¡Cuéntamelo ya! – Нино Канун - Más Noche – Исраел Хайтович - Me caigo de risa – Едуардо Суарес - Lorenza, bebé a bordo – Андре Барен - Una familia de diez – Педро Ортис де Пинедо - Simón dice – Педро Ортис де Пинедо - Renta congelada – Педро Ортис де Пинедо - Nosotros los guapos – Гилермо дел Боске - La Parodia – Рейналдо Лопес - Vecinos – Елиас Солорио - Inseparables: amor al límite – Пабло Каласо - Pequeños gigantes – Рубен Галиндо - ¿Quién es la máscara? – Мигел Анхел Фокс |